# Okiya (Spiel)
Okiya ist ein Kartenspiel für zwei Personen des französischen Spieleautors Bruno Cathala. Das Spiel erschien 2012 bei dem Verlag Blue Orange Games und wurde 2017 auf Deutsch bei Pegasus Spiele veröffentlicht. Es baut auf dem abstrakten Legespiel Kamon von Cathala auf, das 2007 von Blue Orange veröffentlicht wurde.

## Thema und Ausstattung
Bei dem Spiel handelt sich um einen Machtkampf zweier Geishahäuser (Okiyas) in Japan, die um die Gunst des Kaisers kämpfen. Die Mitspieler versuchen dabei, in einer Kartenauslage ihre Geishas optimal zu positionieren oder das gegnerische Haus an dessen Zug zu hindern. Die Siegbedingungen entsprechen teilweise denen von Vier gewinnt und ähnlichen Spielen, wobei die Spielmechanik unterschiedlich ist.
Das Spielmaterial besteht neben der Spieleanleitung aus:
- 16 Geisha-Karten aus zwei Häusern (je 8 in rot und schwarz),
- 16 Gartenkarten mit jeweils zwei Symbolen,
- 3 Blumensteine als Siegpunktanzeiger.

Die Gestaltung der Karten erfolgte durch den französischen Illustrator Cyril Bouquet.

## Spielweise
Zur Spielvorbereitung werden die Geishas von den Gartenkarten getrennt und jeder der beiden Mitspieler bekommt die Geishas eines Hauses. Die Gartenkarten werden gemischt und in der Tischmitte in einem Quadrat von vier mal vier Karten ausgelegt.
Das Spiel wird über eine oder mehrere Runden gespielt. Ein Startspieler beginnt, indem er eine beliebige Karte vom Spielfeldrand wählt und aus dem Spiel nimmt. An diese Stelle setzt er eine seiner Geishas. Der zweite Spieler nimmt eine beliebige Gartenkarte, die eines der beiden Symbole der vorher genommenen und abgelegten Karte zeigen muss, und legt diese auf die Ablage. Danach ersetzt auch er die freigewordene Stelle mit einer seiner Geishas. Von nun an spielen die Spieler abwechselnd, indem sie eine Gartenkarte mit einem übereinstimmenden Symbol der vorher abgelegten Karte aufnimmt und gegen eine seiner Geishas tauscht.
Das Spiel endet, wenn es einem Spieler gelingt,
- vier eigene Geishas in einer Reihe (horizontal, vertikal oder diagonal) auszulegen,
- vier eigene Geishas in einem Quadrat auszulegen oder
- den Gegner so zu blockieren, dass er keine geeignete Gartenkarte auswählen und damit keinen Zug mehr machen kann.

Wenn das Spiel über mehrere Runden gespielt wird, bekommt der Sieger einen Blumenstein. Derjenige, der zuerst zwei Steine gewonnen hat, gewinnt das Spiel.

## Entwicklung und Rezeption
Das Spiel Okiya wurde von dem französischen Spieleautor Bruno Cathala auf der Basis seines bereits 2007 erschienenen strategischen Brettspiels Kamon entwickelt und erschien 2012 bei Blue Orange Games in einer multilingualen Ausgabe. 2014 erschien unter dem Namen Niya eine zweite rein Englische Ausgabe. 2015 erschien das Spiel auf Russisch bei Lifestyle Boardgames Ltd und auf Französisch bei Oxybul. Im Jahr 2017 brachte Pegasus Spiele eine deutsche Version auf den Markt und Blue Orange veröffentlichte eine weitere multilinguale Version, 2018 folgten Ausgaben in Chinesisch bei Swan Panasia und Ukrainisch bei Feelindigo.
Benannt wurde das Spiel nach den Geishahäusern, die als Okiya bezeichnet werden.

## Belege
1. 1 2 3 4 5  Spieleanleitung Okiya, Pegasus Spiele 2017
2. ↑  Versionen von Okiya in der Spieledatenbank BoardGameGeek (englisch); abgerufen am 28. Februar 2019.